# Абель-Тасман
Абель-Тасман — национальный парк, расположенный на крайнем севере Южного Острова, между заливами Голден-Бей и Тасман в Новой Зеландии. Национальный парк сформирован в 1942 году. Самый маленький по площади парк страны — 225,41 км². Назван в честь Абела Тасмана, первого из европейцев достигшего Новой Зеландии в 1642 году.

## Описание

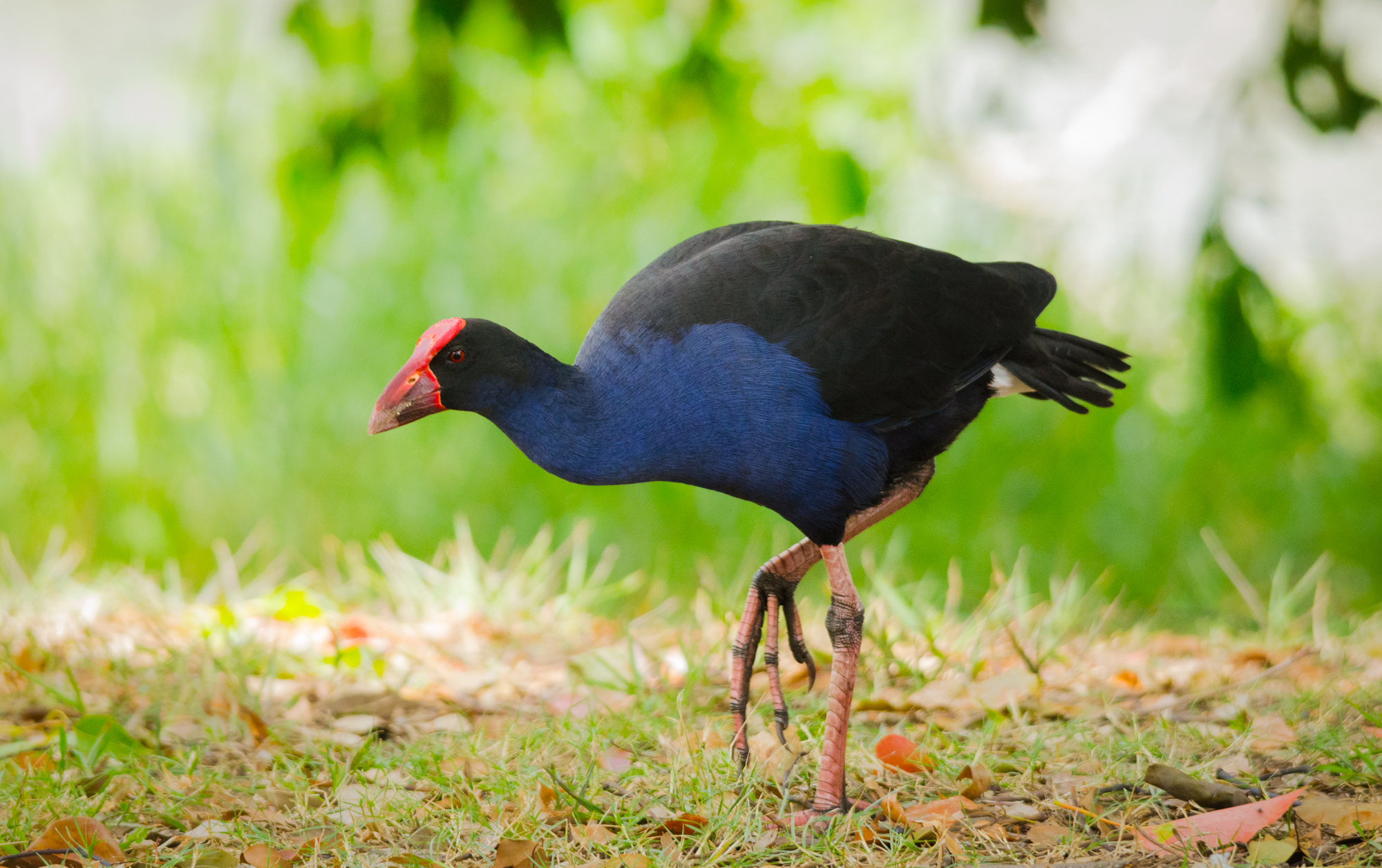
Пукеко

Абель-Тасман знаменит песчаными пляжами с длинными косами, каменными обнажениями и сохранившимися в нетронутом виде эстуариями рек. При отдалении от берега высота над уровнем моря поднимается до километра. В юго-западной парка рельеф карстово-галечный, имеется несколько карстовых воронок.
Флора парка представлена буками (на возвышениях), красным тассеком и другими видами. В парке живут обычные для региона лесные, прибрежные и морские птицы — туи, макомако и пукеко, бакланы, малый пингвин. На побережье можно увидеть морских котиков.
Доступ к парку обеспечивают четыре дороги, ведущие от обоих концов «Прибрежного маршрута „Абель-Тасман“» (Мотуэка и Тотарануи) в город Нельсон, две дороги от города Такака в Ваинуи и к реке Авароа, а также регулярные автобусные маршруты от ближайших населённых пунктов.

## История
Маори населяли прибрежную полосу на территории современного парка как минимум с XV века. 18 декабря 1642 года нидерландец Абел Тасман причалил к берегу в заливе Голден-Бей и встал на якорь; местные маори восприняли его суда как угрозу и атаковали на каноэ, убив в схватке четверых европейцев.
После начала колонизации Новой Зеландии европейцы стали массово вырубать растущий на нынешней территории парка лес, его место занял улекс европейский и орляк Pteridium esculentum. Обеспокоенность активистки Перрин Монкрифф состоянием прибрежной полосы и её действия, направленные на сохранение региона, привели к появлению в 1942 году охраняемой зоны площадью 150 км²; парк получил имя нидерландского исследователя благодаря петиции, направленной правительству. Связь парка с Нидерландами не ограничивается названием: после официального открытия нидерландская королева Вильгельмина стала покровительницей Абель-Тасмана, заложив традицию для династии.

## Туризм

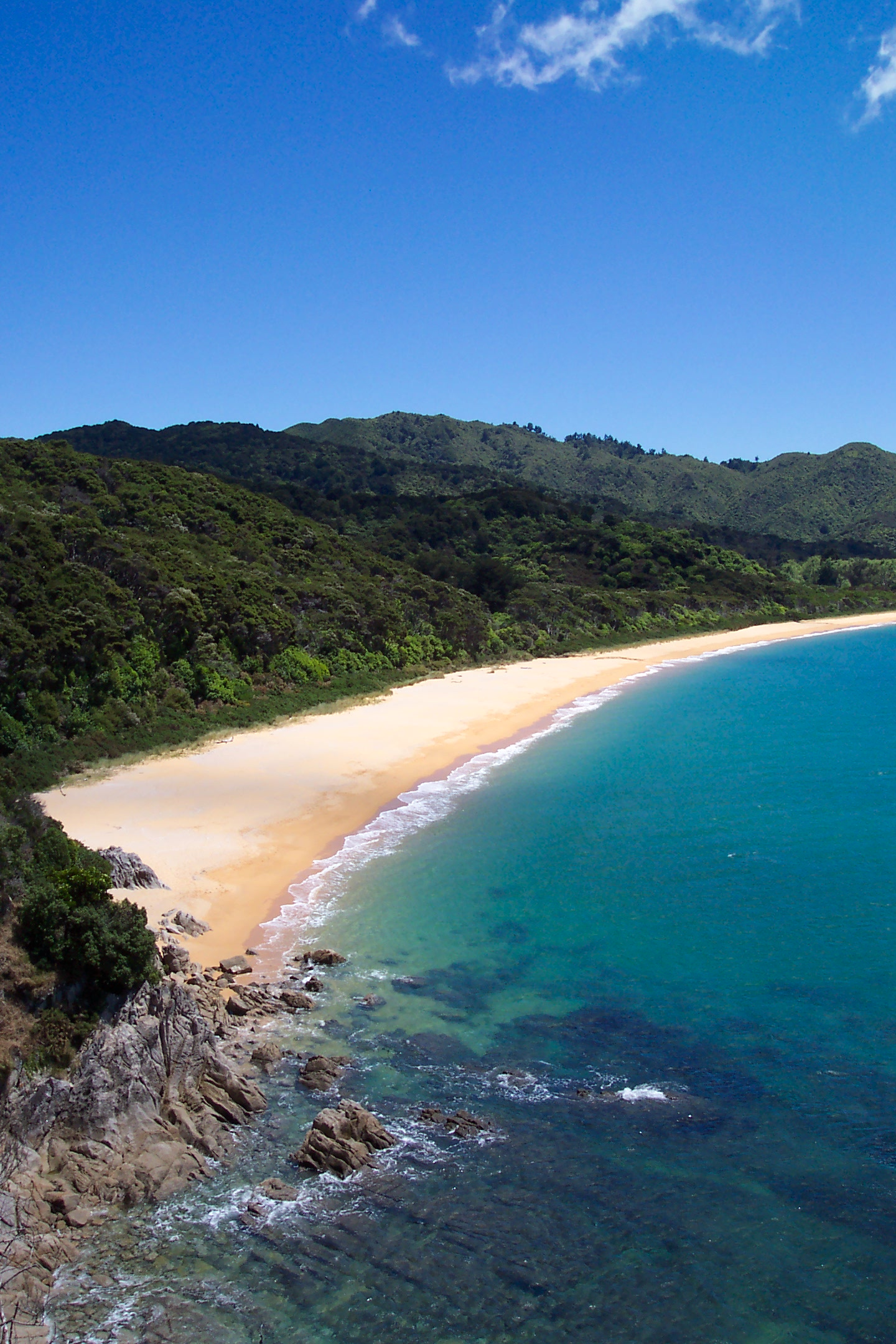
Пляж Тотарануи

Посещать парк можно круглый год. Здесь расположен один из «Великих маршрутов» — Прибрежный маршрут «Абель-Тасман», идущий по лесной чаще и по побережью; длина маршрута — 51 км, его прохождение занимает от трёх до пяти дней и не требует специальной подготовки. Другой, более сложный маршрут, ведущий через лес, называется «внутренним» (англ. Abel Tasman Inland Track).
Помимо этого, туристам доступно плавание под парусом, на лодках и байдарках, а также пляжный отдых. По воде туристы могут добраться до ближайших островов, флора и фауна которых сохранилась лучше, чем на остальной территории.
В парке находится шесть коттеджей с холодной водой, унитазами и раковинами, однако без кухонь и электричества. На протяжении «Прибрежного маршрута» расположены места для ночлега в палатках, оборудованные туалетами и доступом к холодной воде. На пляже Тотарануи находится одноимённый лагерь, в котором туристы могут снять жильё на продолжительный период. Также имеется ряд частных коттеджей, хостелов и отелей.